# Corinne Coman
Corinne Coman (Les Abymes, Guadalupe; 1 de enero de 1983) es una modelo francesa, coronada Miss Guadalupe 2002 y Miss Francia 2003.

## Primeros años
Pasó toda su infancia en Guadalupe, donde obtuvo su bachillerato a los 17 años, con honores. Continuó con un DEUG en ciencias de los materiales antes de ser admitida en el INSA de Toulouse, en la carrera de ingeniería de procesos industriales en septiembre de 2002.
Además de sus estudios, practicaba la natación competitiva como parte del Pôle Espoirs de Guadeloupe.
Participó varias veces en los campeonatos franceses de fitness y recibió una medalla de bronce de la federación francesa de gimnasia, categoría amateur por equipos (Palais des Sports de Gerland en Lyon en 2002).
En agosto de 2002, fue elegida Miss Guadalupe 2002. Al mismo tiempo, obtuvo su admisión en la Escuela de Ingeniería del INSA en Toulouse. INSA acordó expedirle una exención de un año para su ingreso a la escuela de ingeniería.

## Miss Francia
El 14 de diciembre de 2002, fue elegida Miss Francia 2003 en el Palais des sports de Lyon, y en directo en TF1. Tenía 19 años. Es la segunda Miss Guadalupe elegida Miss Francia, 10 años después de Véronique de la Cruz.
Durante su año como Miss Francia, Coman se involucró con la ONG Aide et Action.
Coman representó a Francia en la competencia Miss Europa el 12 de septiembre de 2003, que tuvo lugar en el Pavillon Baltard en Nogent-sur-Marne y se transmitió en vivo por TF1. Ella fue una de las semifinalistas.
- Datos: Q579404
- Multimedia: Corinne Coman / Q579404